# ハナレウシ
『ハナレウシ』は演出家キタムラトシヒロがプロデュースする舞台である。初演は2007年5月9日～13日にシアターサンモールで上演され、再演が2014年6月25日～29日に全労済ホール／スペース・ゼロにて上演された。
疾風迅雷。長州藩士、高杉晋作の熱き風雲録。Z団公演「BARAGA鬼ki」と並ぶ人気作品。

## あらすじ
1853年にペリー率いる黒船が来航して以来、この国の意見は大きく二分された。幕府側が推す「開国論」と、長州藩を筆頭に推す「攘夷論」（外国人や文化を徹底的に排除する考え）である。――ここは幕府が建設中の英国公使館前。物々しい警備の目をかいくぐり息を潜めるのは、高杉晋作に率いられた久坂玄瑞、伊藤俊輔、井上聞多。かねての計画通り公使館を焼討ちにした4人は、それぞれ意気揚々と京都、長州へと向かうのであった。動乱の時代【幕末】攘夷から開国そして倒幕へと奇抜な発想と大胆な行動で、押し寄せる幕府軍１５万に立ち向かう長州藩、高杉晋作の熱き風雲録。

## 主なスタッフ

### 2007年版（スタッフ）
- 脚本・演出：キタムラトシヒロ

### 2014年版（スタッフ）
- 脚本・演出：キタムラトシヒロ
- 舞台監督：西廣奏
- 美術：泉真
- 音響：門田圭介
- 照明：川口丞（キングビスケット）
- 衣装：小野涼子
- ヘアメイク：工藤聡美
- 撮影：上野由日路

## 出演者

### 2007年版（キャスト）
- 高杉晋作（たかすぎしんさく） - 原田篤

- 粟屋帯刀（あわやたてわき） - 北村栄基
- 高須久子（たかすひさこ） - 北林実季
- 伊藤俊輔（いとうしゅんすけ） - 加藤良輔
- 山縣狂介（やまがたきょうすけ） - 中村誠治郎
- 久坂玄瑞（くさかげんずい） - 根本正勝
- 近藤勇（こんどういさみ） - 石川貴博
- お雅（おまさ） - 山田麻衣子
- おうの（おうの） - 宮坂あゆみ
- 桂小五郎（かつらこごろう） - 滝田明仁
- 井上聞多（いのうえもんた） - 渡部将之
- 椋梨藤太（むくなしとうた） - 中村英司
- お紋（おもん） - 真山奈緒

- 殺陣衆 （たてしゅう）
山田清崇、マイケル津金、小野友広、玉城裕規、近藤史一、三上武也、若宮亮、春見しんや、中代雄樹

### 2014年版（キャスト）
- 高杉晋作（たかすぎしんさく） - 河合龍之介

- 久坂玄瑞（くさかげんずい） - 林修司
- 伊藤俊輔（いとうしゅんすけ） - 鳥越裕貴
- 山縣狂介（やまがたきょうすけ） - 磯貝龍虎
- お紋（おもん） - 川村りか
- 桂小五郎（かつらこごろう） - 滝田明仁
- 井上聞多（いのうえもんた） - 福澤重文
- おうの（おうの） - 水崎綾
- 近藤勇（こんどういさみ） - 中村祐志
- お雅（おまさ） - 大林素子
- 高須久子（たかすひさこ） - 及川奈央
- 粟屋帯刀（あわやたてわき） - 三上俊
- 椋梨藤太（むくなしとうた） - 唐橋充

- 殺陣衆 （たてしゅう）
岩崎康幸、小林照平、立川政樹、岩堀功平、小曽根章央、齋藤洋平、千葉結允、隅田滉太郎、川尻拳四郎